# Temporada de tufões no Pacífico de 1944
A temporada de tufões no Pacífico de 1944 não tem limites oficiais; ele funcionou o ano todo em 1944, mas a maioria dos ciclones tropicais tende a se formar no noroeste do Oceano Pacífico entre junho e dezembro. Essas datas delimitam convencionalmente o período de cada ano em que a maioria dos ciclones tropicais se forma no noroeste do Oceano Pacífico. O escopo deste artigo é limitado ao Oceano Pacífico, ao norte do equador e a oeste da linha de data internacional. As tempestades que se formam a leste da linha de data e ao norte do equador são chamadas de furacões; veja a temporada de furacões de 1944 no Pacífico.
Foram 23 ciclones tropicais em 1944 no Pacífico ocidental, incluindo o Tufão Cobra.

## Sistemas

### Tempestade tropical Um
Uma longa tempestade tropical lenta e errática. A tempestade formou-se a sudoeste da Micronésia, virou-se para o norte e oeste de Palau e atingiu o continente em Mindanao.

### Tempestade tropical Dois
Tempestade de curta duração movendo-se rapidamente para o nordeste. Há muitos indícios de que esse sistema não era tropical, como frentes anexas ao longo de toda a sua vida conhecida.

### Tempestade tropical Três
A tempestade se formou perto de Guam. A tempestade moveu-se na direção norte no Oceano Pacífico antes de se dissipar em 16 de maio.

### Tufão Quatro
Este tufão formou-se no noroeste da Micronésia, seguiu na direção noroeste e recurvou para o nordeste das Filipinas antes de se dissipar.

### Tufão Cobra
O tufão Cobra foi avistado pela primeira vez em 17 de dezembro, no Mar das Filipinas. Afundou três contratorpedeiros americanos, matando pelo menos 790 marinheiros, antes de se dissipar no dia seguinte.